# Bardenbach
Bardenbach ist ein Stadtteil der Stadt Wadern im Landkreis Merzig-Wadern im nördlichen Saarland. Das Dorf liegt im Schwarzwälder Hochwald und ist Teil des moselfränkischen Sprachraums. Prägend für den Stadtteil sind der Speckenbach (Wahnbach) und die Prims.

## Geographie

### Ortsteile

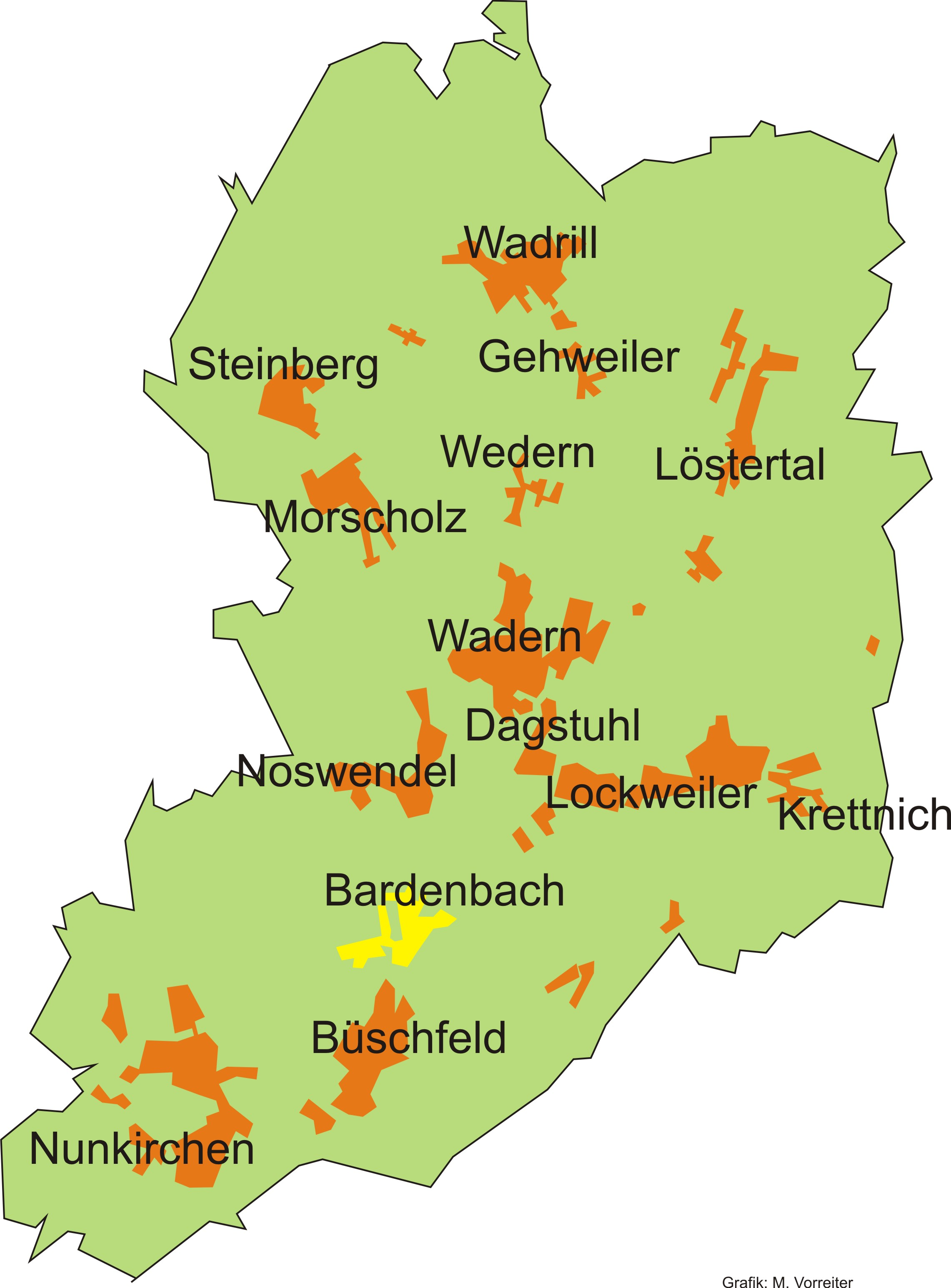
Lage von Bardenbach in der Stadt Wadern

Der heutige Stadtteil besteht aus der ehemals selbständigen Gemeinde Bardenbach und dem Ort Biel, der früher ein Teil der ebenfalls selbständigen Gemeinde Büschfeld war. Die Zusammenlegung der beiden Orte zur Gemeinde Bardenbach erfolgte 1957.

## Geschichte
Die erste Erwähnung erfuhr Bardenbach in einem undatierten Güterverzeichnis der Abtei Mettlach aus dem 10. bis 12. Jahrhundert. Gefundene Steinbeile sind Zeugen für eine Besiedlung schon in vorgeschichtlicher Zeit. Auf die Kelten weisen Grabfunde und Brandspuren hin.
Bardenbach gehörte bis zum Ende des Ersten Weltkrieges dem Kreis Merzig an, der bis dahin Teil des preußischen Regierungsbezirks Trier war. Der Kreis Merzig wurde im Jahre 1920 nach den Bestimmungen des Versailler Vertrages dem unter Völkerbundsverwaltung stehenden Saargebiet zugewiesen – mit Ausnahme der Hochwaldgemeinden (Amtsbezirke Wadern, Losheim und Weiskirchen), darunter auch Bardenbach, die unter der Bezeichnung Restkreis Merzig weiter beim Regierungsbezirk Trier verblieben. Die landrätliche Verwaltung des „Restkreises“ befand sich in Wadern. Nach dem Zweiten Weltkrieg verfügte Frankreich die Zugehörigkeit des „Restkreises“ zu dem unter französischem Einfluss stehenden neu gebildeten Saarland.
Am 1. Januar 1957 wird das Saarland und damit auch Bardenbach wieder ein Teil Deutschlands. Der wirtschaftliche Anschluss an die Bundesrepublik erfolgt allerdings erst am 6. Juli 1959.
Im Rahmen der saarländischen Gebiets- und Verwaltungsreform wurde am 1. Januar 1974 die bis dahin eigenständige Gemeinde Bardenbach aufgelöst und der neuen Gemeinde, ab 1978 Stadt Wadern zugeordnet.

## Politik

### Ortsrat
Ergebnisse der Ortsratswahlen vom 9. Juni 2024:
- SPD: 67,35 %, 6 Sitze
- ProHochwald: 20,41 %, 2 Sitze
- CDU: 12,24 %, 1 Sitz

### Ortsvorsteher
Seit der Gebietsreform 1974:
- Willi Schneider (1974 bis 1982)
- Edgar Arend (1983 bis 1984)
- Werner Leidinger (1984 bis 1984)
- Josef Dewes (1984 bis 1994)
- Robert Schmitz (1994 bis 2002)
- Walter Rollinger, FW (2003 bis 2014)
- Christian Ritz, SPD (ab 2014)

### Wappen
Das Wappen – entworfen von Willy Weinen – teilt sich auf wie folgt: Rechts oben: Auf Silber ein Kreuz in Rot, das Wappen des Kurfürstentums Trier als Hinweis auf die frühere Zugehörigkeit des Ortes; Links oben: Sieben vollständige und vier halbierte Eisenhüte (Felle des sibirischen Eichhörnchens – in Fehform), in den Reihen versetzt, aus dem Wappen der Grafen von Öttingen-Hohenbaldern als Grundherren der reichsfreien Herrschaft Dagstuhl; Links unten auf Gold in Rot ein Balken, darüber neun Schindeln in der Anordnung 5:4, darunter sechs Schindeln in der Anordnung 3:2:1. Dieses Wappen der Herren von Hagen zur Motte aus Büschfeld erinnert an die Grundherrschaft für Biel; Rechts unten auf Grün in Silber ein Wellenbalken, eine Kirchenvorderansicht und ein Eichenblatt als Hinweise auf das Wiesental mit dem Speckenbach (Wahnbach), die Antonius-Kirche und die Waldflächen.

## Kultur und Sehenswürdigkeiten
Kirchlich gehört Bardenbach heute zur Pfarrei Wadern. Mittelpunkt des Ortes ist die im Jahre 1770 an Stelle einer zusammengefallenen Kapelle erbaute und in den Jahren 1923 und 1953 erweiterte Kirche „St. Antonius“ (Architekt: Hans Schick, Sulzbach-Neuweiler), deren Turm wegen Bauart und Behelmung eine Seltenheit der Gegend ist.

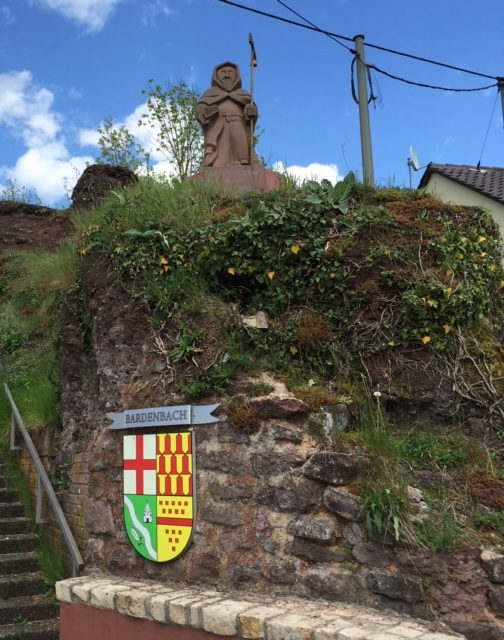
Seit 2010 ziert eine Statue des Heiligen Antonius den Treppenaufgang zur Kirche in Bardenbach

Unterhalb des Felsens, auf dem die Kirche steht, findet sich seit dem 10. Oktober 2010 eine Statue des Heiligen Antonius. Das 800 Kilogramm schwere Standbild aus Eifel-Sandstein wurde von dem Mettlacher Bildhauer Johannes Räbinger aus einem Stück gehauen.
Die Kirmes am 17. Januar zu Ehren des Hl. Antonius ist seit Jahren der Höhepunkt des kleinen Hochwalddorfes.

### Veranstaltungen
- Kirmes (Januar)
- Weihnachtsbasar am 2. Advent

### Vereine
Die größten Vereine (in alphabetischer Reihenfolge):
- Angelsportverein
- Berg- und Hüttenarbeiterverein St. Barbara
- Förderverein Musikverein
- Jugendclub (Jugendtreff Biel-Bardenbach)
- Musikverein Harmonie Bardenbach
- Schützenverein Bardenbach
- Sportverein Rot-Weiß Bardenbach
- Taekwondo SAM Bardenbach
- Obst- und Gartenbauverein Bardenbach

## Infrastruktur
Bardenbach verfügt über ein Bürgerhaus, einen Sportplatz, ein Schützenhaus, einen Jugendclub und einen Kinderspielplatz. Der Ort beherbergt auch das Naturschutzgebiet „Bardenbacher Fels“, durch das ein Teil des Wanderwegs „Bardenbacher-Fels-Weg“ führt.

### Medien
- Saarbrücker Zeitung
- Wochenspiegel Hochwald
- Amtliches Bekanntmachungsblatt der Stadt Wadern